# Cramon (Adelsgeschlecht)

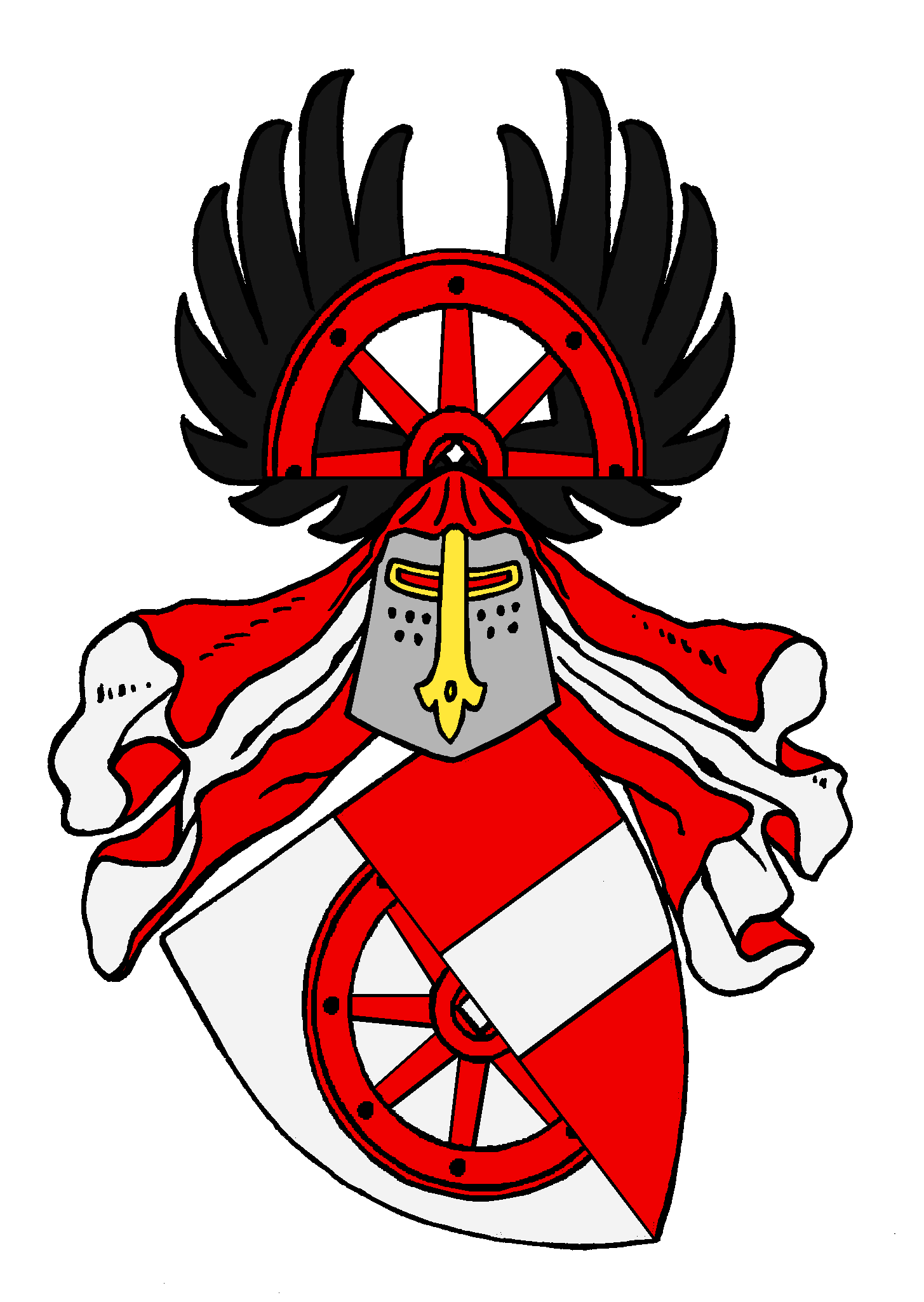
Stammwappen derer von Cramon

Cramon oder auch Cremon ist der Name einer bis heute bestehenden Familie des mecklenburgischen Uradels.

## Herkunft
Das Adelsgeschlecht Cramon (auch Cremon oder Cremun geschrieben) wird mit dem Ritter Henricus de Cremun, einem Ministerialen des Grafen Gunzelin II. von Schwerin, erstmals 1245 erwähnt. Das Stammhaus gleichen Namens befand sich in Cramon bei Malchow. Die Cramon führen sich in der Stammlinie bis auf Hermann von Cramon (wirkte um 1250) zurück. Inwieweit sie auch bezogen auf Cramon, eines der ältesten Dörfer in Nordwestmecklenburg, im Mittelalter namensgebend waren, ist nicht belegt, aber zu unterstellen. Friedrich Schlie verweist in diesem Zusammenhang unter Bezugnahme auf das Mecklenburgische Urkundenbuch auch auf einen Geistlichen Franco de Cremun, der im nahe gelegenen Viecheln um 1178 unter dem Schweriner Bischof Berno zusammen mit weiteren die Christianisierung der Abodriten in der Gegend um Schwerin betrieb.
Für die Zeit von 1281 bis 1300 ist ein Gottfried von Cremon als Ratsherr der Hansestadt Lübeck belegt, der im Jahr 1300 seinen Grundbesitz, bestehend aus dem Dorf Schattin sowie einer Hälfte der Dörfer Wulfsdorf, Blankensee und Beidendorf (alle heute Stadtteil Lübeck-St. Jürgen), an das Lübecker Johanniskloster verkaufte. Die Familie war also bereits im 13. Jahrhundert auch in der patrizisch geprägten Reichsstadt ratsfähig geworden.

## Siegel und Wappen der Familie von Cramon

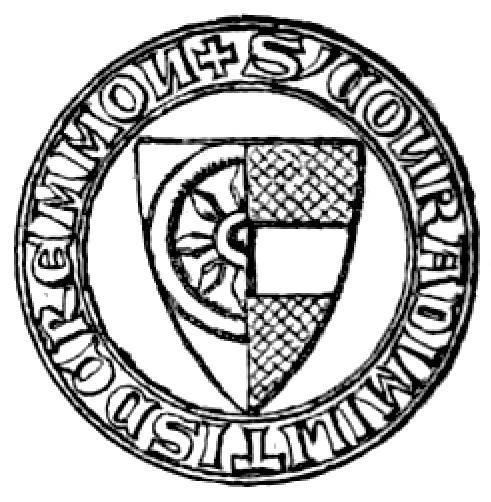
Siegel des Conrad de Crammon, 1316

Das älteste Siegel der Familie eines Konrad von Cramon stammt aus dem Jahr 1316. Das darin enthaltene Wappen ist gespalten und zeigt rechts in Silber ein halbes rotes Katharinenrad, links in Rot einen schwarzen Balken. Auf dem Helm mit rot-schwarzen Decken ein halbes liegendes Rad vor einem offenen schwarzen Adlerflug. Die schwarze Einfärbung des Balkens kann dabei ein tradierter Irrtum sein, der daher rühren kann, dass bei farbigen Wappendarstellungen für Silber teilweise tatsächlich Silber verwandt wurde, das nach Oxidation eine schwärzliche Farbe annehmen kann. Andere Abbildungen zeigen den Balken Silber, die Helmdecken rot-silbern.
Das Sekretsiegel der Jahre 1351–1371 des Lübecker Bischofs Bertram Cremon zeigt ihn kniend mit betend erhobenen Händen unter einer Darstellung der Heiligen Katharina von Alexandrien, die unter einem Baldachin thront. Es zeigt damit deutlich die in der Adelsfamilie von Cramon schon im Familienwappen durch das Katharinenrad ausgedrückte Katharinenverehrung in dieser Familie auf.

## Angehörige der Familie von Cramon
- Gottfried von Cremon († 1300), Ratsherr in Lübeck
- Bertram Cremon († 1377), Domherr in Hamburg und ab 1350 Bischof von Lübeck
- Adelheid von Cramon, Tochter des Herman von Cramon auf Borkow und Woserin war 1488 als Nonne und von 1491 bis 1498 Priorin im Kloster Dobbertin, nach Visitation abgedankt. Schwester Dorothee war ab 1508 Nonne im Kloster Dobbertin.
- Johann von Cramon (1528–1601) auf Woserin, mecklenburgischer Landrat und von 1589 bis 1601 Provisor im Kloster Dobbertin
- August von Cramon (1861–1940), deutscher Offizier, zuletzt Generalleutnant im Ersten Weltkrieg
- Detlev Yves von Cramon (* 1941), deutscher Neurologe
- Johanna Helene Eleonore Erdmute von Cramon (1918–2009), deutsche Schriftstellerin; Tochter von August von Cramon, Witwe von Karl Ernst Rahtgens, der Beteiligter des Attentats vom 20. Juli 1944 war[6][7][8]
- Stephan von Cramon-Taubadel (* 1962), Agrarökonom, Professor an der Georg-August-Universität Göttingen[9]
- Viola von Cramon-Taubadel (* 1970), deutsche Politikerin (Bündnis 90/Die Grünen), 2009–2013 Mitglied des Bundestages, 2019–2024 Mitglied des Europaparlament

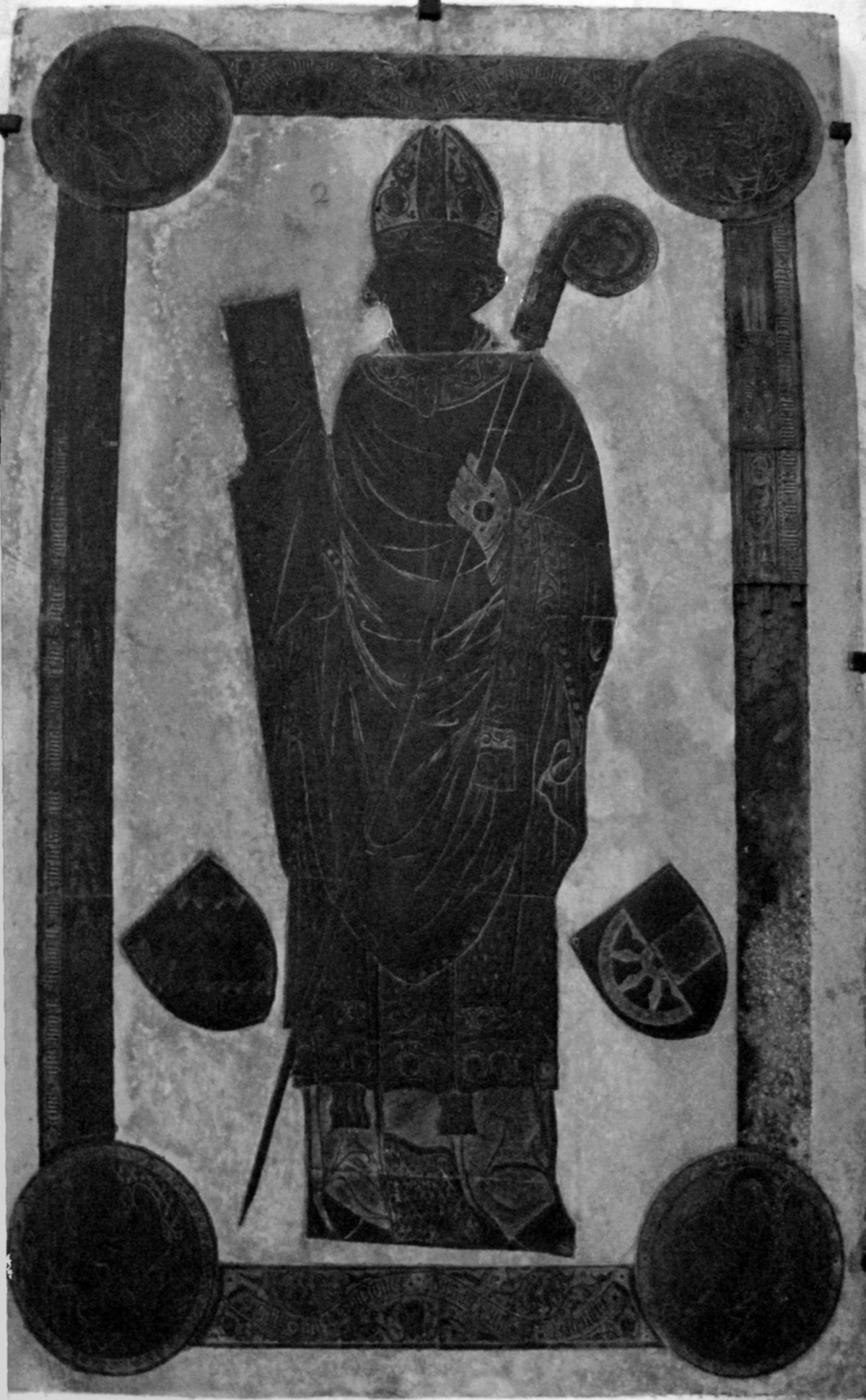
Grabplatte des Bischofs Bertram Cremon im Lübecker Dom mit Wappen derer von Cramon
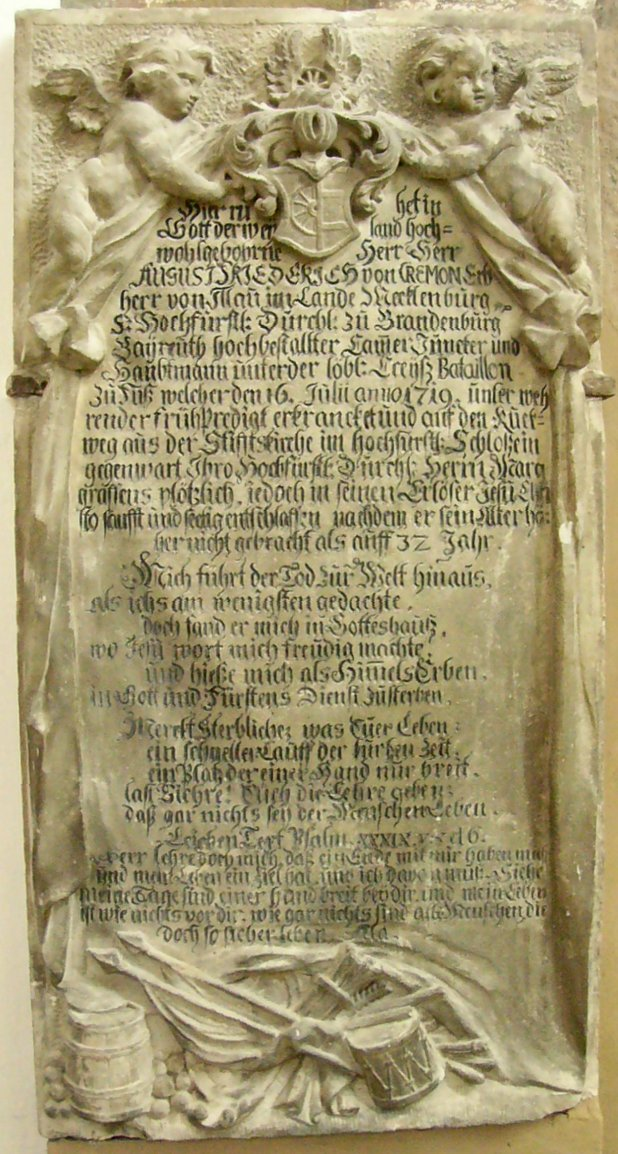
Epitaph August Friedrich von Cramon (1687–1719), Herr auf Ilow, in der Klosterkirche Himmelkron mit Wappen derer von Cramon

Im Einschreibebuch des Klosters Dobbertin befinden sich neun Eintragungen von Töchtern der Familien von Cramon aus Ilow, Lischow und Borkow aus den Jahren 1738–1918 zur Aufnahme in das dortige adelige Damenstift.

## Namens- und Wappenvereinigung

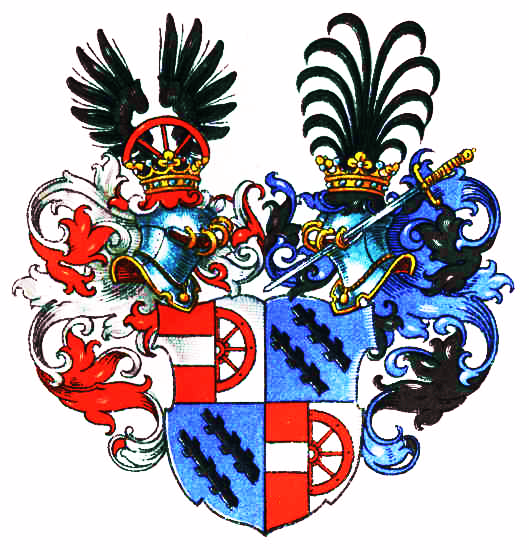
Wappen derer von Cramon-Taubadel

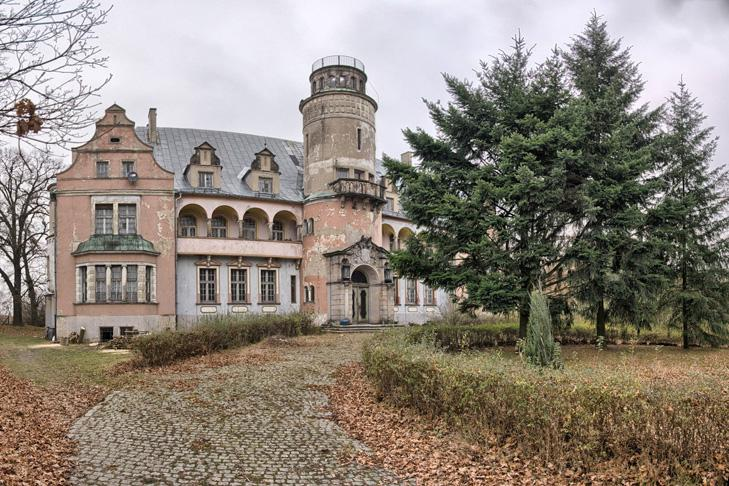
Schloss Roschkowitz

1897 erfolgte die preußische Namens- und Wappenvereinigung mit der ursprünglich aus Taupadel in der Umgebung von Jena stammenden Familie von Taubadel für den Fideikommissherren auf Roschkowitz im damaligen Landkreis Oppeln Bertram von Cramon als von Cramon-Taubadel. Bertram war der Erbe seines Onkels mütterlicherseits Wilhelm Traugott von Taubadel auf Roschkowitz, heute als Roszkowice ein Ortsteil von Byczyna (dt.: Pitschen).
Bekannte Angehörige der Familie von Taubadel waren der schwedisch-weimarische Generalmajor George Christoph von Taubadel († nach 1643) und der preußische Generalmajor Ernst Balthasar Siegmund von Taubadel. Das im Neuen Palais in Potsdam überreichte Diplom war an den Besitz des Fideikommisses Roschkowitz geknüpft. Hans-Jürgen von Cramon-Taubadel (1901–1985) war ein bekannter deutscher Jagdflieger.

### Gedruckte Quellen
Mecklenburgisches Urkundenbuch (MUB)

### Ungedruckte Quellen
Landeshauptarchiv Schwerin (LHAS)
- LHAS 3.2-3/1 Landeskloster/Klostderamt Dobbertin. Nr. 13 Klosterhauptmänner, Provisoren.